# Perilampus polypori
Perilampus polypori is een vliesvleugelig insect uit de familie Perilampidae. De wetenschappelijke naam is voor het eerst geldig gepubliceerd in 1971 door Boucek.